# Sílvio Lancellotti
Silvio Eduardo Lancellotti (São Vicente, 16 de agosto de 1944 – São Paulo, 13 de setembro de 2022) foi um jornalista, arquiteto, apresentador de televisão, gastrônomo, escritor e comentarista esportivo brasileiro.
Integrou o elenco de colunistas do Portal R7 entre 2012 e 2022.

## Biografia
Filho de Eduardo Lancellotti e Helena de Assis Pacheco, Silvio formou-se em Arquitetura pela Faculdade de Arquitetura e Urbanismo da Universidade Presbiteriana Mackenzie. Chegou a trabalhar para a prefeitura de São Paulo nessa função. Atua em jornalismo desde 1968. Foi um dos que criaram a revista Veja. Em 1972, Silvio estudou na Universidade Stanford. Lá cobriu a reeleição de Richard Nixon à presidência dos Estados Unidos.
Voltou ao Brasil em 1973 ainda na Veja. Também trabalhou nas revista IstoÉ, Vogue e Gourmet e colaborou para a Folha de S. Paulo, O Pasquim 21 e O Estado de S. Paulo. Na televisão, trabalhou na Rede Manchete, Rede Bandeirantes, Rede Record e ESPN Brasil. Cobriu 8 Copa do Mundo e 6 Jogos Olímpicos, mas marcou nome por ser o primeiro comentarista de Futebol Internacional da TV Brasileira, numa época ainda sem TV Fechada e serviços de internet, principalmente comentando jogos do Campeonato Italiano de Futebol, sobretudo na Band, ao lado de Silvio Luiz. Durante seus últimos anos de vida manteve um blog que misturava culinária e esportes no portal R7. 
Silvio faleceu no dia 13 de setembro de 2022 aos 78 anos no Hospital São Paulo, em nota, o Hospital informou que Lancellotti "estava internado na UTI geral desde o dia 6 de setembro com grave quadro cardíaco".

## Obras publicadas
Como escritor, escreveu 23 livros entre culinária, romances e esportes. O livro Honra ou Vendetta, sobre a máfia siciliana foi adaptada como telenovela pela Rede Record com o nome de Poder Paralelo.
- Livro dos Molhos - 1984
- O livro do Macarrão - 1996
- Olimpíada - 100 Anos - 1996
- França 1998: Brasil - O (quase) Campeão do Século - 1998
- Livro da Cozinha Clássica - 1999
- 100 Receitas de Macarrão - 1999
- 160 Receitas de Molhos - 1999
- 500 anos de gastronomia em Terra Brazilis - 2000
- Honra ou Vendetta - 2001
- Livro de Dietas do Menino Maluquinho (Com Ziraldo) - 2004
- 100 Receitas de Carnes - 2005
- 100 Receitas de Patisseria: Pães, Doces, Tortas & salgados - 2006
- 100 Receitas de Pescados - 2008
- Tony Castellamare Jamais Perdoa - 2009